# Dicranodontium flagellaceum
Dicranodontium flagellaceum là một loài Rêu trong họ Dicranaceae. Loài này được (Müll. Hal.) R.S. Williams mô tả khoa học đầu tiên năm 1913.